# یواس‌اس دایموند هد (ای‌ای-۱۹)
یواس‌اس دایموند هد (ای‌ای-۱۹) (به انگلیسی: USS Diamond Head (AE-19)) یک کشتی بود که طول آن ۴۵۹ فوت و ۲ اینچ (۱۴۰ متر) بود. این کشتی در سال ۱۹۴۵ ساخته شد.